# T29 Heavy Tank
De T29 Heavy Tank was een prototype zware tank van het Amerikaanse leger in de Tweede Wereldoorlog. In maart 1944 werd met de ontwikkeling een start gemaakt als antwoord op de zware Duitse tanks. Het ontwerp was gebaseerd op de M26 Pershing middelzware tank, maar was nog niet klaar toen de vrede werd getekend en de T29 is ook nooit in productie genomen.

## Geschiedenis
In maart 1944 begon men met de ontwikkeling. De M26 Pershing, met een gewicht van 45 ton, was reeds in productie maar werd te licht geacht om het op te nemen tegen de zware Duitse tanks. De romp werd van dikker pantser voorzien en verlengd voor de T29.

## Beschrijving
De T29 had een pantser van maximaal 279 mm dik en was voorzien van een T5E2 105 mm-kanon in een draaibare geschutskoepel. Er was ruimte om 63 granaten mee te voeren. De bemanning bestond uit zes personen, commandant, bestuurder en vier voor de bediening van de wapens. Er werd een Ford viertakt watergekoelde benzinemotor geplaatst met 12 cilinders in V-vorm. Het vermogen van de motor bedroeg 650 pk bij 2.800 toeren per minuut. Het totaalgewicht van het voertuig kwam uit op 64 ton. De T29 had een afstandsmeter in de koepel; de linker van de twee uitstulpingen aan de achterkant van de koepel is duidelijk op de foto zichtbaar. De brandstoftanks hadden een totale capaciteit van 1140 liter.
Er was ook een andere versie met een 120 mm-kanon, deze kreeg de typeaanduiding T34 Heavy Tank.
Er zijn slechts enkele prototypes gebouwd. Er zijn twee overgebleven exemplaren waarvan er ten minste een staat bij het General George Patton Museum in de Verenigde Staten.
In de onderstaande figuur de belangrijkste kenmerken van de T29 in vergelijking tot de twee andere zware Amerikaanse tanks:
| Type                  | T28                    | T29 | T30                          |
| --------------------- | ---------------------- | --- | ---------------------------- |
| Gewicht               | 86,2 ton               | 63,0 ton | 65,8 ton                     |
| Bemanning             | 4                      | 6 | 6                            |
| Motor                 | Ford GAF V-8, 500 pk   | Ford GAZ, 720 pk | Continental AV1790-3, 800 pk |
| Maximumsnelheid       | 13 km/h                | 35 km/h | 26,5 km/h                    |
| Maximum dikte pantser | 305 mm                 | 279 mm | 280 mm                       |
| Lengte                | 11,10 m                | 11,57 m | 11,57 m                      |
| Breedte               | 4,39 m                 | 3,80 m | 3,80 m                       |
| Hoogte                | 2,84 m                 | 3,20 m | 3,20 m                       |
| Hoofd bewapening      | 105mm T5E1-kanon       | 105mm T5E1-kanon | T7 155mm-kanon               |
| Extra bewapening      | .50 inch machinegeweer | - 2 × .50 inch (12,7mm) Browning M2HB in koepel; - 1 × .50 M2HB tegen luchtdoelen; - 1 × .30 Browning M1919A4 in romp | 7,62mm machinegeweer         |
| Munitie               | 62 granaten            | 126 granaten | 34 granaten                  |